# Osmocettore
L'osmocettore è un tipo di recettore sensoriale situato in primo luogo nell'ipotalamo della maggior parte degli organismi omeotermi. Gli osmocettori sono neuroni modificati che originano dal nucleo sopraottico e sono deputati alla rilevazione della pressione osmotica del sangue; in base a questa regolano la secrezione di ormone antidiuretico da parte dell'ipofisi, contribuendo al bilancio idrico del corpo. Paiono localizzati anche a livello degli organi circumventricolari della lamina terminale e subfornicale e si ritiene che recettori simili siano posti anche a livello del fegato.
Tali neuroni si attivano quando l'osmolarità dei liquidi extracellulari aumenta e l'acqua tende quindi a fuoriuscire dai recettori stessi; il segnale nervoso trasmesso dalla periferia all'ipotalamo favorisce la liberazione dell'ormone antidiuretico che, portando al recupero renale di acqua, riduce l'osmolarità. In caso di riduzione dell'osmolarità il meccanismo è speculare.